# Вољка
Вољка је назив за проширење једњака и служи за складиштење хране пре варења, односно помицања у ниже делове цревног тракта. Вољку поседују многе животиње од којих су најзначајније птице, пужеви, глисте, пијавице и инсекти.

## Птице
Пред улазом у телесну шупљину једњак се врећасто шири и ствара вољку. Код патака и гусака вољка чини ваљкасто проширење, док је код кокошки и голубова то проширење знатније изражено. У вољци долази до размекшавања хране под утицајем секрета мукозних жлезда слузнице. Покретање вољке је без властите вољe и она гура храну у жлездани желудац, најпре мекшу, затим чвршћу.
Голубови у вољци производе тзв. птичје млеко које служи за исхрану тек излеглих птића.

## Пчеле
Код пчела вољка служи за привремено смештање нектара.